# Безпечна дистанція
Безпе́чна диста́нція — відстань до транспортного засобу, що рухається попереду по тій самій смузі, яка у разі його раптового гальмування або зупинки дасть можливість водієві транспортного засобу, що рухається позаду, запобігти зіткненню без здійснення будь-якого маневру.